# 高橋昌志
高橋 昌志（たかはし まさし、1965年4月2日 - ）は、日本のスタントマン・映画プロデューサー・テレビプロデューサー。東京都出身。スタントマン引退後アクション俳優にチャレンジします。本

## 経歴
17歳の時、TVドラマ「Gメン'75」にてスタントマンデビュー。タカハシレーシングの所属にて多数のTVドラマ・映画のスタントシーンを演じ、日本一のスタントマンとして評価を高める。
1994年には、レーサーとして全日本GT選手権（JGTC)、スーパー耐久（S耐）に参加した。（S耐年間シリーズ総合2位を獲得）
1997年、TV制作プロダクション「シネハウス」に入社。TV番組や映画のプロデューサーとして活動。
シネハウスの解散後は、自身のスタントチーム＆芸能事務所「シールズ」を立ち上げ、俳優マネジメントおよびプロデューサー業務と並行してスタントマン活動を再開。陸海空すべてのスタントシーンにて再びの高い評価を獲得。映画「狼 ラストスタントマン」では、世界でも例がない、車を回転させながら空中に飛ばし海に突っ込む大技スタント「ジャンピング・ロールオーバー・シー・ダイブ」を成功させた。その作品でスペイン国際映画祭にてベストスタント賞 受賞
2024年6月27日、自身のtwitterにて、スタントマンからの引退を発表。

## 関与作品

### 映画
- ビッグマグナム黒岩先生
- 微熱少年
- BE FREE!
- 彼のオートバイ、彼女の島
- ドン松五郎の大冒険
- 春来る鬼（当時の記録を更新する、崖からの海上40メートルダイブを実施。）
- 丹波哲郎の大霊界 死んだらどうなる
- 丹波哲郎の大霊界2 死んだらおどろいた!!
- 極道の妻たち
- スーパーの女
- マルタイの女
- Nile ナイル
- コンフィデンスマンJP（TVドラマ版を含む全て）
- 翔んで埼玉（劇用馬スタント）
- 狼 ラストスタントマン（役付きでの初主演。プロデューサー・アクションディレクターも兼務）
- イチケイのカラス
- 20歳のソウル

　その他

### Vシネマ
- クライムハンター
- 激走バトルキング
- バトルチェイス
- 首都高速トライアル（第1作）
- ドリフト

その他

## TV
- Gメン75
- 許せない結婚
- トミーとマツ
- 乳姉妹
- とんぼ
- はいすくーる落書
- 7人の女弁護士
- 刑事貴族
- 新宿鮫
- スクールウォーズ
- 101回目のプロポーズ
- 3年B組金八先生
- ビートたけしのお笑いウルトラクイズ
- とんねるずのみなさまのおかげです
- トライ&トライ
- トライアングル (関西TV)
- 救命病棟24時
- 監察医・篠宮葉月 死体は語る
- その他多数

## プロデュース
- ビッグマネー
- OLビジュアル系
- 生きるための情熱としての殺人
- 恋人はスナイパー
- 土曜ワイド・殺人リプレイ
- バッシュメント
- 美味しんぼ（2007年版）
- 狼ラストスタントマン

## 『LONE  WOLF』
- 空想アクションヒーロー読本（アスキー）